# Храм вогню в Перу
У січні 2013 року після тривалих археологічних розкопок у неподалік від столиці Перу групою археологів, яку очолив Марк Антоніо Гієн (Marco Antonio Guillèn), був знайдений прадавній "Храм Вогню" (El templo de Fuego). Вік археологічної знахідки налічує більше 5000 років. Храм розташований на території відомого комплексу '«Ель Параїсо»' (El Paraiso), який розташований у центральній частині країни. Ель Параїсо займає загальну площу приблизно 50 гектарів (125 акрів) і розташовується у двох кілометрах (1,2 милі) від Тихого океану. Після того, як вчені зняли поверхневий шар піску і каменів, під якими було виявлено прямокутна підземна споруда довжиною 6,82 метра і шириною 8,04 метра, з вузьким входом в 48 сантиметрів. В правому крилі головної піраміди храму розташована пожежна яма, яку скоріш за всього використовували для підпалу жертвоприношень. "Храм Вогню" звернений до північного сходу, а на його кам'яних стінах, покритих жовтою глиною, виразно видне сліди червоної фарби. Подібні храми можна побачити тільки на узбережжі і у північно-центральній частині країни. Наприклад, стародавні міста Котош, Гальгада і священне місто Каралям, свідки зародження індіанської цивілізації в Перу близько 5000 років тому, теж мають на своїй території аналогічні будови. Нова знахідка дозволяє припустити, що комерційні та релігійні зв'язки між древніми містами в пізньому мезоліті (3500-1800 до н.е.) були набагато міцніше, ніж це було прийнято вважати раніше. Виявлений у долині річки Чильйон (Chillon) храм і пов'язані з цією знахідкою наукові висновки відкривають нові можливості для археологічних досліджень у Лімі і повного відновлення комплексу «Ель Параісо» (El Paraiso).